# Gottlieb Jakob Kuhn

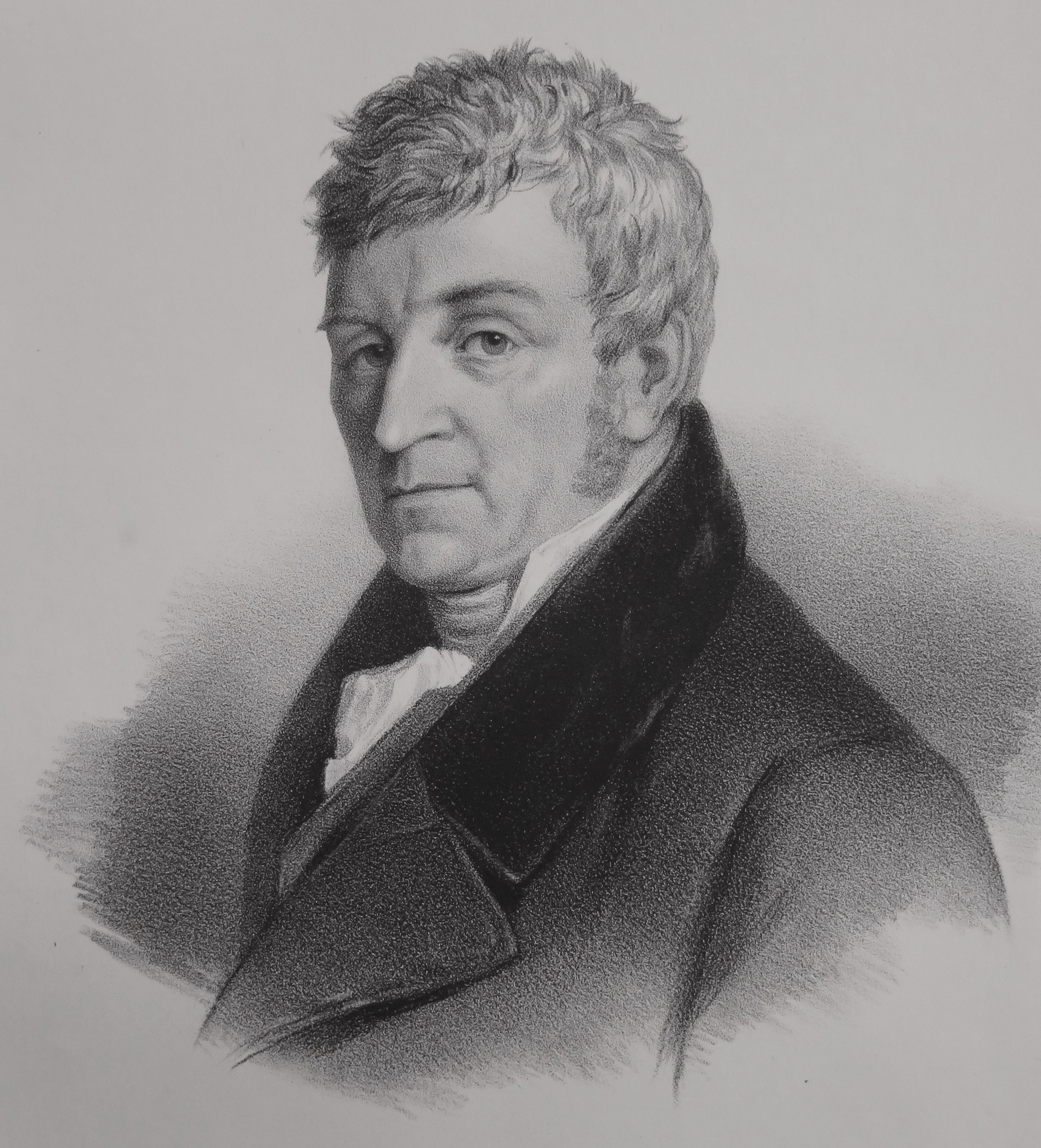
Gottlieb Jakob Kuhn

Gottlieb Jakob Kuhn (* 16. Oktober 1775 in Bern; † 23. Juli 1849 in Burgdorf) war ein Schweizer reformierter Pfarrer und Volksliederdichter.

## Leben

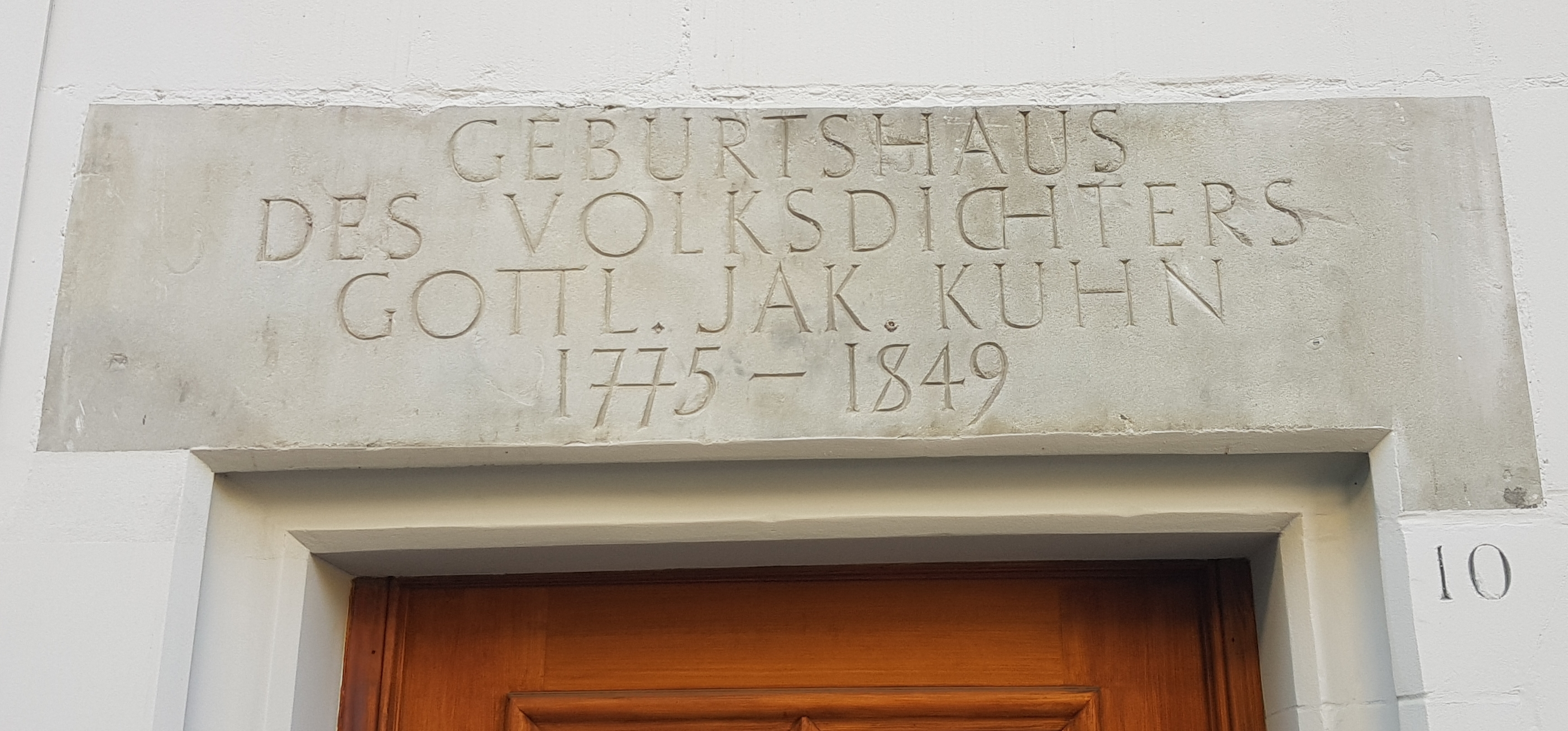
Geburtshaus des Volksdichters Gottlieb Jakob Kuhn in Bern, Nydeggstalden 10

Von 1799 bis 1806 war Gottlieb Jakob Kuhn Vikar in Sigriswil. 1804 bis 1810 gab er den Berner Hinkenden Boten heraus, und 1806 wurde er Lehrer in Bern. Zusammen mit Johann Rudolf Wyss und Ludwig Meisner begründete er 1811 den volkskundlichen Almanach Alpenrosen. 1812 wurde Kuhn Pfarrer in Rüderswil, und 1824 wechselte er an die Stadtkirche Burgdorf.
Kuhn verfasste zahlreiche volkstümliche Lieder, meist auf Berndeutsch und häufig zu eigenen Melodien, darunter Der Gemsjäger, Ha an em Ort es Blüemeli gseh, Der Ustig wott cho und Ach wie churzen üsi Tage. Er publizierte aber auch theologische Werke und konservative politische Streitschriften. Kuhn gehörte zu den Initiatoren des ersten Unspunnenfests von 1805.
Sein Nachlass befindet sich in der Burgerbibliothek Bern.

## Werke (Auswahl)
- Volkslieder und Gedichte, 1806 (Digitalisat Ausgabe Bern 1810)
- Volkslieder, zweyte Ausgabe, 1819 (Digitalisat)
- Die Reformatoren Berns im XVI. Jahrhundert. Bern 1828 (Digitalisat)
- Chronik von Burgdorf von Gottlieb Jakob Kuhn, hrsg. von P. Girardin, in: Burgdorfer Jahrbuch 1935
- Wanderungen im Berner Oberland vor 200 Jahren. Reisenotizen von Gottlieb Jakob K., 1775–1849, hrsg. von T. Lindt, 1997

### Herausgabe
- Kuhn, Meissner, Wyss und andere: Alpenrosen – ein Schweizer-Taschenbuch auf das Jahr 1821. Bern und Leipzig (Digitalisat)